# Свааб, Дик Франс
Ди́к Фра́нс Сваа́б (нидерл. Dick Frans Swaab) (род. 17 декабря 1944 года, Амстердам, Нидерланды) — нидерландский нейробиолог, специализирующийся в области исследований головного мозга, профессор Амстердамского университета, директор (1978—2005) Нидерландского института головного мозга (Nederlands Instituut voor Hersenonderzoek) при Нидерландской королевской академии наук (Koninklijke Nederlandse Akademie van Wetenschappen), писатель-публицист.

## Профессиональная карьера
Дик Свааб получил среднее специальное образование, закончив Амстердамский лицей (Amsterdams Lyceum) в 1963 году. В 1968 он защитил в Амстердамском университете диссертацию доктора медицины, а в 1970 получил степень Ph.D. Интересно, что выбор направления научной деятельности произошёл достаточно случайно. Во время учёбы студенты имели возможность заниматься исследовательской работой либо в области фармакологии, либо в области деятельности головного мозга. Свободное место в группе исследователей головного мозга появилось раньше:19.
С 1975 года работал заместителем директора Нидерландского института головного мозга (Nederlands Instituut voor Hersenonderzoek) при Нидерландской королевской академии наук (Koninklijke Nederlandse Akademie van Wetenschappen), а с 1978 года по 2005 его директором:20. С 1979 года является профессором нейробиологии на медицинском факультете Амстердамского университета. В 1985 Дик Свааб основал Нидерландский банк мозга (NHB), входящий в структуру Нидерландского института неврологии, позволяющий существенно облегчить исследования болезней головного мозга.

## Основные направления исследований
Дик Свааб известен в первую очередь исследованиями в области анатомии и физиологии головного мозга. В частности, изучением проблем влияния различных гормональных и биохимических факторов в период внутриутробного развития на развитие мозга плода.
Другой заметной областью деятельности Дика Свааба являются исследования влияния полового диморфизма на анатомию головного мозга. Известны также его работы, касающиеся гомосексуальности, и выводы, к которым он пришёл, занимаясь этой темой: гомосексуальность — проявление биологической особенности организма, определяемой генетическими или иными врождёнными факторами. В настоящее время его деятельность связана с изучением болезни Альцгеймера.
Одним из результатов многолетней научной деятельности Д. Свааба является его утверждение, что психическая сущность человека полностью определяется физическими и химическими процессами головного мозга, то есть справедливо полагать, что мозг — это и есть человек.
Дик Свааб известен также своими антирелигиозными взглядами. Он последовательно отстаивает невозможность существования явлений типа «Душа» или «Святой Дух», что неоднократно вызывало отрицательную реакцию различных религиозных групп.

## Научные достижения и награды
Дик Свааб имеет многочисленные научные премии. В настоящее время 14 его учеников стали полными профессорами. Он является редактором ряда журналов по исследованию головного мозга и автором многочисленных публикаций. Индекс Хирша Дика Свааба на август 2020 года равен 102.
В 1998 году Дик Свааб за свои научные достижения был награждён королевой Нидерландов Беатрикс орденом Нидерландского льва.
В 2011 году научно-популярная книга Дика Свааба «Мы — это наш мозг. От матки до Альцгеймера» стала бестселлером Нидерландов, заняв четвёртое место в десятке наиболее продаваемых.

## Некоторые высказывания
- На мой взгляд, вводить запрет на «пропаганду гомосексуализма» — это примерно то же, что запрещать пропаганду карих глаз или высокого роста[11].
- Большинство психопатов — не в тюрьме, а в топ-менеджменте международных корпораций и банков; среди политиков. Они никогда не чувствуют вины, легко разрушают, легко воруют. Они повинны в мировом финансовом кризисе. Такие люди бывают полезны для реорганизации каких-то компаний, когда нужно быть безжалостным, но им нельзя долго оставаться у власти[12].

## Некоторые публикации
- Swaab D. Wij Zijn Ons Brein: Van Baarmoeder Tot Alzheimer. — Publishing Centre, 2010. — ISBN 978-90-254-3522-6.
- Swaab D. The Human Hypothalamus. Basic and Clinical Aspects. Part I: Nuclei of the Hypothalamus; Part II: Neuropathology of the Hypothalamus and Adjacent Brain Structures. Handbook of Clinical Neurology. — Amsterdam: Elsevier, 2003/2004.
- Свааб Д. Мы — это наш мозг. От матки до Альцгеймера. — СПб.: Издательство Ивана Лимбаха, 2013.
- Свааб Д., Схюттен Я. П. Ты — это твой мозг. Все, что ты захочешь узнать о своем мозге. — СПб.: Издательство Ивана Лимбаха, 2014.
- Свааб Д. Наш творческий мозг. — СПб.: Издательство Ивана Лимбаха, 2020.